# Ouled Sidi Tlil
Les Ouled Sidi Tlil (arabe : اولاد سيدي تليل) sont une tribu tunisienne d'origine arabe installée dans le Centre-Ouest de la Tunisie au XVe siècle et ayant Fériana pour capitale.

## Histoire
La tribu descend de Sidi Tlil, ancien saint soufi et compagnon de Sidi Ubayd, le fondateur des Ouled Sidi Abid et le petit-fils d'Othmân ibn Affân, ancien calife. Les Ouled Sidi Tlil se sont rassemblés autour de la zaouïa de Sidi Tlil.
Au XVIIIe siècle, des membres de la tribu se fixent dans la région de Kairouan, à Bou Arada, au Kef, à Guemouda, dans le Jérid et à Kasserine.
De cette tribu est issu Sidi Ahmed Tlili, descendant de Sidi Tlil, et marabout notable du XVIIIe siècle.

## Culture
Chaque année, ils se rassemblent dans la zaouïa pour y effectuer une zarda, une sorte de pèlerinage.
De nos jours, un festival mettant en scène la culture de la tribu, notamment sa cavalerie, a lieu dans la ville de Fériana.

## Démographie
Durant l'époque coloniale, la tribu est composée de 350 personnes.